# トラブル・イン・ハリウッド
『トラブル・イン・ハリウッド』（原題: What Just Happened）は、2008年のアメリカ合衆国のシニカル・コメディ映画。
映画プロデューサーとして知られるアート・リンソンの著書『What Just Happened? Bitter Hollywood Tales from the Front Line』を、本人による脚色で映画化した。

## 概要
ハリウッドの映画プロデューサーのベンが、製作現場や映画会社の人間に振り回される姿を描く。

## キャスト
役名: 俳優（DVD版吹き替え）
- ベン: ロバート・デ・ニーロ（後藤哲夫）
- ルー: キャサリン・キーナー（磯西真喜）
- ディック: ジョン・タトゥーロ（坂東尚樹）
- ケリー: ロビン・ライト・ペン（斎藤恵理）
- スコット: スタンリー・トゥッチ（青山穣）
- ゾーイ: クリステン・スチュワート
- ジェレミー: マイケル・ウィンコット（広田みのる）

本人役
- ショーン・ペン（東和良）
- ブルース・ウィリス

## 評価
レビュー・アグリゲーターのRotten Tomatoesでは142件のレビューで支持率は50%、平均点は5.70/10となった。